# Захарова, Татьяна Михайловна
Татья́на Миха́йловна Заха́рова (род. 1931) — советский передовик производства, писатель, Герой Социалистического Труда (1971).

## Биография
Родилась 21 января 1931 года в селе Верхний Ломовец Долгоруковского района Центрально-Чернозёмной (ныне Липецкой) области в крестьянской семье. Во время Великой Отечественной войны село находилось в 9 км от линии фронта. Татьяна трудилась в колхозе наравне со взрослыми. За это, будучи 14-летним подростком, была награждена медалью «За доблестный труд в Великой Отечественной войне 1941—1945 гг.»
Вскоре после войны, в 1947 году, вместе с завербовавшейся старшей сестрой уехала из колхоза в Ленинград. В 1948 году вышла замуж, в семье трое детей.
В 1951 году устроилась на работу на Завод слоистых пластиков (ныне ООО «Слопласт»), где проработала 33 года в цехе с вредными условиями труда. Татьяна сразу зарекомендовала себя активным работником. Уже в 22-летнем возрасте (5 ноября 1953 года) «за достигнутые высокие производственные показатели в социалистическом соревновании» её имя была занесено в Почётную книгу завода.
В 1967 году производственные успехи были отмечены орденом Трудового Красного Знамени.

## Высшая награда
20 апреля 1971 года Указом Президиума Верховного Совета СССР старшей аппаратчице пропиточных бумаг Завода слоистых пластиков Министерства нефтяной промышленности СССР Т. М. Захаровой было присвоено звание Героя Социалистического Труда с вручением ордена Ленина и золотой медали «Серп и Молот».

## Общественная деятельность
Т. М. Захарова была членом КПСС, избиралась членом Ленинградского обкома партии. Делегат XXV съезда КПСС. Член городского Комитета народного контроля. С 1980 по 1990 год являлась депутатом Верховного Совета РСФСР, где работала секретарём Комиссии по охране природы и рациональному использованию природных ресурсов.
Активно работала в Комитете советских женщин, Союзе Советских обществ дружбы и культурной связи с зарубежными странами, являлась вице-президентом общества «СССР — США». В 1982 году была участницей Московской международной конференции по проблемам мира. За активную общественную деятельность награждена орденом Дружбы народов.
В настоящее время Т. М. Захарова также активно занимается общественной работой: является членом правления общества «Куба — Россия», работает в секции Героев Социалистического Труда при Межрегиональной города Санкт-Петербурга и Ленинградской области Всероссийской общественной организации ветеранов войны, труда, Вооружённых сил и правоохранительных органов.
На основе дневников Татьяной Михайловной, которые она писала на протяжении всей жизни, опубликованы книги. Член Союза писателей России.
Член редакционного совета радиостанции «Радиогазета „Слово“».
Лауреат приза «Большая Медведица» Ассоциации общественных объединений Санкт-Петербурга и Ленинградской области. Почётный житель Красногвардейского района Санкт-Петербурга.

## Книги
- Т. М. Захарова. Радость творческого труда (Рассказ работницы Ленинградского завода слоистых пластиков) / Лит. запись С. Б. Беленького. — Л.: Лениздат, 1981. — 103 с. — (Герои пятилетки).
- Т. М. Захарова. С чем придёшь к людям? (1948—1991). — СПб.: СПГАУ, 1998. — 277 с.
- Т. М. Захарова. С чем придёшь к людям. — СПб.: Береста, 2003. — 751 с. — 1000 экз. — ISBN 5980520112.
  - Т. М. Захарова. С чем придёшь к людям. — 2-е. — СПб.: Береста, 2004. — 749 с. — ISBN 598052049X.
- Т. М. Захарова. Жизнь. — СПб.: Береста, 2005. — 236 с. — ISBN 5980520937.
- Т. М. Захарова. Горный орёл. (о капитане атомохода «Арктика» Ю. С. Кучиеве). — СПб.: Береста, 2006. — 98 с. — ISBN ISBN 5980521062.
- Т. М. Захарова. Горсть земли. — СПб.: Береста, 2007. — 369 с. — ISBN 9785980521295.
- Т. М. Захарова. Расскажи обо мне (сборник: о блокадниках Ленинграда и тружениках тыла). — СПб.: Береста, 2009. — 283 с. — ISBN 9785914920460.
- Т. М. Захарова. След (повесть). — СПб.: Береста, 2010. — 465 с. — 500 экз. — ISBN 9785905225079.
- Т. М. Захарова. Непосторонняя. — СПб.: Береста, 2010. — 138 с. — 500 экз. — ISBN 9785914920781.
- Т. М. Захарова. Стержень (посвящается генерал-полковнику танковых войск Корбутову Ивану Ивановичу). — СПб.: Береста, 2013. — 140 с. — 500 экз. — ISBN 9785905225628.
- Т. М. Захарова. Несломленные. — СПб.: Береста, 2013. — 594 с. — ISBN 9785905225758.
  - Т. М. Захарова. Несломленные / Текст Захарова Татьяна Михайловна, редакторы В. Н. Дращинская, Е. Н. Захарова, художественное оформление Е. М. Иванова, фотографии на обложке И. А. Зимнева, дизайнер-верстальщик М. М. Егорова. — СПб.: ИПК Береста, 2020. — 604 с. — 500 экз. — ISBN 9785604406647.
- Т. М. Захарова. В калейдоскопе судеб (об Александре Александровиче Скирдонове, капитане 1-го ранга подводного флота, инженере-электромеханике, профессоре, заслуженном военном специалисте Российской Федерации). — СПб.: Берёста, 2016. — 218 с. — 500 экз. — ISBN 9785906670687.
- Т. М. Захарова. Свет души неугасимый. — СПб.: Береста, 2018. — 362 с. — ISBN 9785906670946.

- Захарова Т. М. Неравнодушные. — ?